# ベノワ・アングブワ
ベノワ・クリスティアン・アングブワ・オソエメヤング（Benoît Christian Angbwa Ossoemeyang、1982年1月1日 - ）は、カメルーン・ガルア出身の元サッカー選手。現役時代のポジションはDF。

## 代表歴
カメルーン代表としてアフリカネイションズカップ2006、アフリカネイションズカップ2008に出場し2008年には準優勝に貢献した。
2011年11月11日のスーダン戦で代表初得点を挙げた。

## 所属クラブ
- フォヴ・バハム 2000
- モンペリエHSC 2001
- ナシオナル・モンテビデオ 2002-2005

→ リール 2005 (loan)
- クリリヤ・ソヴェトフ・サマーラ 2006-2007
- サトゥルン・ラメンスコーエ 2008-2010
- FCアンジ・マハチカラ 2011-2012[1]
- FCロストフ 2012[2]
- クリリヤ・ソヴェトフ・サマーラ 2013
- FCアンジ・マハチカラ 2013-2014